# 최주일
최주일(崔主日, 1906년 4월 20일 전북 김제 ~ 1963년 11월 17일)은 대한민국의 정치인이다. 1952년 제2대 국회의원 보궐선거에서 당선되었다.

## 약력
- 군산영명중학교 수료
- 대동청년단 김제군 단장
- 대한청년단 김제군 단장
- 대한독립촉성국민회 김제군 지부장

## 역대 선거 결과
|  | 14.52% |

|  | 0% |

## 참고 자료
- 최주일 - 대한민국헌정회